# The Taming of the Shrew (1967)
The Taming of the Shrew is een Amerikaans-Italiaanse film van Franco Zeffirelli die werd uitgebracht in 1967.
Het scenario van deze komedie is gebaseerd op het gelijknamige toneelstuk (1590-1594) van William Shakespeare. 

## Verhaal
Italië, 16e eeuw. Lucentio komt samen met zijn dienstknecht Tranio in Padua aan met de bedoeling aan de beroemde universiteit te studeren. Hij wordt ter plaatse dolverliefd op de mooie Bianca en zou al meteen met haar willen trouwen. In Padua is het echter geweten dat Bianca's vader alleen maar wil toestemmen in een huwelijk van zijn dochter indien er eerst een echtgenoot voor zijn oudste dochter Katharina wordt gevonden. Tot overmaat van ramp stelt Lucentio vast dat Bianca al twee aanbidders heeft: de geaffecteerde Hortensio en de oudere Gremio. 
Katharina is echter een gemene en gewelddadige feeks die haar zuster en haar vader het leven zuur maakt. Geen enkele man voelt zich geroepen of durft haar het hof maken. Op een dag komt Petruchio samen met zijn knecht Grumio in Padua aan. Petruchio is een hanige, rumoerige en hondsbrutale vent uit Verona die op zoek is naar een vrouw met geld. Bianca's aanbidders maken hem warm om het hart van Katharina te veroveren, om haar te temmen.

## Rolverdeling
| Acteur            | Personage | Beschrijving                 |
| ----------------- | --------- | ---------------------------- |
| Elizabeth Taylor  | Katharina |                              |
| Richard Burton    | Petruchio |                              |
| Cyril Cusack      | Grumio    | de knecht van Petruchio      |
| Michael Hordern   | Baptista  | de vader van Katharina       |
| Natasha Pyne      | Bianca    | de jongere zus van Katharina |
| Michael York      | Lucentio  | een aanbidder van Bianca     |
| Alfred Lynch      | Tranio    | de dienstknecht van Lucentio |
| Alan Webb         | Gremio    | een aanbidder van Bianca     |
| Giancarlo Cobelli |           | de priester                  |
| Victor Spinetti   | Hortensio | een aanbidder van Bianca     |
| Roy Holder        | Biondello | de page van Lucentio         |
| Mark Dignam       | Vincentio | de vader van Lucentio        |